# Noël Delaquis
Noël Delaquis OCSO (* 25. Dezember 1934 in Notre-Dame-de-Lourdes) ist erster Titularbischof von Gravelbourg.

## Leben
Noël Delaquis empfing am 5. Juni 1958 die Priesterweihe.
Papst Paul VI. ernannte ihn am 3. Dezember 1973 zum Bischof von Gravelbourg. Der Erzbischof von Saint-Boniface, Maurice Baudoux, spendete ihn am 3. Februar des nächsten Jahres die Bischofsweihe; Mitkonsekratoren waren Aimé Décosse, Altbischof von Gravelbourg, und Michael Cornelius O’Neill, Alterzbischof von Regina.
Von seinem Amt trat er am 10. April 1995 zurück. Nach der Auflösung seines ehemaligen Bistums ernannte ihn Papst Johannes Paul II. am 14. November 1998 zum Titularbischof von Gravelbourg. Delaquis trat der Ordensgemeinschaft der Trappisten bei und legte am 29. Juni 2008 die Profess ab.